# جون برمنغهام
جون برمنغهام (بالإنجليزية: John Birmingham)‏ (7 أغسطس 1964، ليفربول في المملكة المتحدة)؛ كاتب، صحفي وروائي بريطاني.

## روابط خارجية
- جون برمنغهام على موقع ديسكوغز (الإنجليزية)